# Pyra Labs

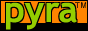

Pyra Labs est la compagnie qui a créé le service Blogger.

## Historique
Blogger est créé par Evan Williams et Meg Hourihan, dont le premier produit, nommé Pyra, était une application web qui combinait un gestionnaire de projet, un gestionnaire de contact et une liste de choses à faire. En 1999, toujours en version bêta, le logiciel est repensé et restructuré pour créer le logiciel qu'est devenu Blogger. Le service est rendu public en août 1999, alors que moins de cent blogs existaient. Cette version de Blogger reposait sur le code écrit par Paul Bausch et Matthew Haughey.
Au départ, Blogger était complètement gratuit et il n'existait aucune forme de revenu pour la compagnie. Lorsque les fonds financiers de la compagnie se retrouvèrent à sec, les employés pouvaient passer des semaines, ou même des mois, sans être payés. Cela jusqu'au jour où Williams s'est retrouvé tout seul après la démission générale de tous les employés, y compris la cofondatrice Meg Hourihan. Williams continua à faire fonctionner la compagnie en solitaire, jusqu'au jour où Trellix investit dans la compagnie. Son fondateur Dan Bricklin avait entendu parler des déboires financiers de Pyra Labs et il permit à la compagnie d'implanter un système de publicité sur les weblogs et finalement l'avènement de Blogger Pro.
En 2003, la compagnie est rachetée par Google.
En 2004, Evan Williams quitte Pyra Labs.